# She’s Like a Star
«She’s Like a Star» — песня, написанная, спродюсированная и исполняемая британским певцом и автором песен Тайо Крусом. Она была выпущена 18 августа 2008 года в качестве пятого сингла с его дебютного студийного альбома Departure (2008), а также входит в его второй студийный альбом Rokstarr (2009). Текст песни «She’s Like a Star» посвящен теме родительства, идее, которая вдохновила Круса на сочинение песни. Песня была ремикширована с участием вокала английской женской группы Sugababes и американского рэпера K.R., а также американского рэпера Басты Раймса. Альбом получил в целом смешанные отзывы критиков, которые неоднозначно относились к композиции. После релиза он достиг двадцатой строчки в UK Singles Chart. В музыкальном клипе на песню актриса из Hollyoaks Роксанна Макки играет любовницу Круса. Крус исполнил песню с Sugababes на церемонии MOBO Awards 2008 года и на большом уик-энде Radio 1 в 2011 году.

## Информация о песне
«She’s Like a Star» была написана и спродюсирована Тайо Крусом для его дебютного студийного альбома Departure (2008). Он сочинил песню в середине 2007 года, ближе к завершению записи альбома, и был вдохновлен на её написание идеей отцовства. Во время интервью Sugar Крус объяснил, что за песней скрывается двойной смысл:

Это о моей девушке, но это также о том, что бы вы чувствовали, если бы у вас был ребенок, и насколько сильно вы бы чувствовали, если бы у вас была дочь, и какой всепоглощающей была бы любовь, и они были бы вроде как звездой, знаете, как будто она для меня все, она ангел.
«She’s like a Star» — R&B-баллада, и, согласно цифровым нотам, опубликованным издательством Hal Leonard Publishing, написана в тональности до мажор в темпе 100 ударов в минуту. Он содержит синтезаторы и использует сэмпл детского голоса в вокале «Like a star», который повторяется несколько раз на протяжении всей песни. По словам Джона О’Брайена из AllMusic, песня напоминает более старый материал американского рэпера Канье Уэста. Британская соул- певица Коринн Бейли Рей заявила, что Крус сэмплировал её голос в своей песне «Like a Star». Крус отверг обвинение и заявил, что музыковед смог доказать, что он не пробовал голос Рей.

## Релиз и продвижение
«She’s like a Star» — пятый сингл с альбома Departure, и был выпущен в Великобритании 18 августа 2008 года. На песню есть несколько ремиксов, в том числе один от Кэхилла, который более актуальный, чем оригинальная версия. Также был выпущен ремикс с вокалом английской женской группы Sugababes и американского рэпера Басты Раймса. Согласно Daily Mirror, сотрудничество началось, когда они столкнулись друг с другом в студии Hot 97 в Нью-Йорке. Версия ремикса без Басты Раймса появляется в качестве бонус-трека на шестом студийном альбоме Sugababes Catfights and Spotlights (2008).

### Критика
Алекс Флетчер из Digital Spy оценил песню на 3 звезды из 5 возможных и заявил, что это, «несомненно», одна из слабых сторон альбома. Кроме того, он раскритиковал отсутствие в песне «бравады и шика» по сравнению с предыдущими синглами Круса «I Can Be» и «Come On Girl». Энди Уэлч из Halesowen News описал это как «прекрасный пример того, что британец исполняет R&B так же хорошо, как американцы», но не был впечатлен сэмплом детского голоса. Хейзел Робинсон из чартового блога Би-би-си дал песне полную пятизвёздочную оценку и написал, что из-за её композиции и музыкальной аранжировки получилась песня, которая звучит естественно и «довольно необычно». Рецензент признал, что, хотя «She’s like a Star» была не лучшим треком с «Departure», она звучит «бесконечно круче», чем предыдущий сингл с альбома «I Can Be». Рик Фултон из Daily Record похвалил «She’s like a Star» как «одно из лучших R&B звучаний, когда-либо выходивших в Великобритании». «She’s like a Star» принесла Крусу номинацию на премию MOBO за лучшего британского мужчину.

### Позиции в чартах
Песня дебютировала на 44-й строчке в UK Singles Chart в выпуске от 16 августа 2008 года. Он достиг 20-го места 3 недели спустя и провел в чарте в общей сложности 15 недель. «She’s like a Star» стала пятым подряд хитом Круса в тридцатке лучших в Великобритании и превзошла первые два сингла альбома «I Just Wanna Know» и «Moving On».

## Клип
Музыкальное видео на песню «She’s like a Star» было снято в Испании. В нём появилась актриса Роксана Макки, известная по роли Луизы в британской телевизионной мыльной опере «Холлиокс», в которой она играет любовницу Круса. Крус, который дружит с Макки, объяснил, как возникло сотрудничество, сказав:

Почему Роксана? Она в форме, и я хотел, чтобы она снялась в моём видео! Я просто шучу. Я знаю Роксану некоторое время, хотя я не смотрю "Холлиокс", поэтому не знаю о персонаже, которого она играет. Нам нужна была актриса, которая не чувствовала бы себя неловко, снимаясь в пародийных любовных сценах, поэтому я просто позвонил ей, и она согласилась это сделать. Это был случай ласки на несколько часов в солнечной Испании.
Большинство сцен видео происходят в большом доме. На протяжении всего видео пара прикасается и целуется друг с другом, и Макки показана в ванне. В заключительных сценах она выходит из дома и изображается в виде яркой звезды, которая движется к небу, в то время как Крус стоит перед домом у бассейна.

### Живые выступления
Певица исполнила «She’s like a Star» в Академии O2 в Шеффилде, Англия, в августе 2008 года вместе со многими другими треками с альбома Departure. Sugababes вместе с Крусом исполнили эту песню как часть попурри со своим синглом «Girls» на церемонии вручения премии MOBO Awards 2008. Крус исполнил её на живых сессиях MTV наряду со многими своими предыдущими и последующими синглами. Он исполнил «She’s like a Star» 15 мая 2011 года на большом уик-энде Radio 1 в качестве четвёртой песни в сет-листе, который включал его хиты «Break Your Heart», «Higher» и «Dynamite».

## Список композиций
- CD single[2]

1. «She’s like a Star» — 3:17
2. «She’s like a Star» (Cahill Remix Radio Edit) — 3:38
3. «I Just Wanna Know» (Jim Beanz Remix) — 4:18

- Digital download[3]

1. «She’s like a Star» — 3:17

|
- Digital download (remix)[4]

1. «She’s like a Star» (Remix featuring the Sugababes and Busta Rhymes) — 3:40

- Digital download (K.R Version)[5]

1. «She’s like a Star» (featuring K.R) — 3:38

- Extended play (remixes)[6]

1. «She’s like a Star» (Cahill Remix) — 3:38
2. «She’s like a Star» (DJ Naughty Boy Remix) — 5:22
3. «She’s like a Star» (Dubwise Remix) — 6:00
4. «She’s like a Star» (Jeremy Short Remix) — 5:30

## Чарты

### Чарты недели
| Чарты (2008)                        | Позиция |
| ----------------------------------- | ------- |
| Шотландия (OCC Scotland)            | 24      |
| UK Singles (OCC)                    | 20      |
| Великобритания (OCC UK Hip Hop/R&B) | 6       |

### Итоговые чарты
| Чарт (2008)      | Позиция |
| ---------------- | ------- |
| UK Singles (OCC) | 135     |

## Сертификаты и копии продаж
| Регион                                                                      | Сертификация | Продажи |
| --------------------------------------------------------------------------- | ------------ | ------- |
| Великобритания (BPI)                                                        | Серебряный   | 200 000 |
| Данные о продажах + прослушиваниях приведены только на основе сертификации. |              |         |